# Cratere Skuld
Skuld è un cratere sulla superficie di Callisto.